# Gattigunda, Kanakapura
Gattigunda là một làng thuộc tehsil Kanakapura, huyện Ramanagara, bang Karnataka, Ấn Độ.